# Koeneniodes berndi
Koeneniodes berndi is een spinnensoort in de taxonomische indeling van de Palpigradi.
Het dier komt uit het geslacht Koeneniodes. Koeneniodes berndi werd in 1988 beschreven door Condé.